# Sindicat Popular de Venedors Ambulants de Barcelona
El Sindicat Popular de Venedors Ambulants de Barcelona, també anomenat Sindicat de Manters, és un sindicat fundat el 2015 que representa el col·lectiu de manters de Barcelona. Es va crear com un òrgan negociador amb l'Ajuntament de Barcelona, però també ha desenvolupat actes culturals organitzant mercats, xerrades i assemblees o conferències al Goethe Institut, el CCCB i la Universitat de Màlaga i ha impulsat una marca de roba. Ha servit d'inspiració per altres col·lectius com el Sindicato de Manteros y Lateros de Madrid o entitats similars a Saragossa o València.
L'entitat ha generat simpatia a personalitats com Ekta Parishad, va ser nomenada al Nobel de la Pau el 2015 per lluitar per l'accés als recursos dels més desfavorits i va visitar el sindicat el 2017. En nom del sindicat Moustapha Ndao va visitar el Papa Francesc, que els va respondre dient "seguiu lluitant" i va assistir a la tercera Trobada Mundial de Moviments Populars. El 2018 van exposar les seves reivindicacions a Brussel·les, on van estar acompanyats per Tanquem els CIE o Papers per a Tothom. També han rebut la visita del fundador de Black Panther, Bob Brown, per conèixer la seva experiència, que els va acompanyar en la manifestació del 18 de febrer del 2017 en pro de l'acollida de refugiats.

## Història

### Antecedents
Des del 2008 col·lectius migrants van demanar la despenalització de la venda ambulant, cosa que van aconseguir després d'obtenir 20.000 signatures en un any i mig, i que va fer que el 2010 passés a ser falta. En aquell moment estava latent el debat sobre la pirateria o la propietat intel·lectual perquè es venien discos i dvd pirates al carrer. Entre el 2012 i el 2013 fins a 300 persones van ocupar les naus industrials ocupades del Poblenou en el que es va anomenar Mount Zion, majoritàriament d'origen senegalès i que es dedicaven a la recollida de ferralla. L'alcalde Xavier Trias va impulsar una cooperativa de la ferralla amb el nom d'Alencop que va donar feina a unes 15 persones i l'espai fou desallotjat el juliol del 2013.
La pressió policial contra els manters a Barcelona ha viscut episodis de tensió. El 15 d'agost del 2015 una operació els Mossos d'Esquadra contra la propietat industrial a Salou no va acabar només amb l'arrest de dotze persones. Durant l'entrada a un dels pisos per buscar material falsificat el senegalès de 50 anys Mor Sylla es va desplomar des d'un balcó i va morir. L'Audiència de Tarragona arxivaria els fets el febrer del 2016. A Barcelona es va interpretar com la persecució a tot el col·lectiu. De les converses posteriors en va sortir el col·lectiu de suport als manters Tras la Manta sota l'empara de l'Espai de l'Immigrant que aplegava persones properes als iaioflautes o Tanquem els CIE.

### Creació
El juny del 2015 va arribar Ada Colau a l'alcaldia i a l'estiu del 2015 la pressió social, mediàtica contra els manters per la suposada permissivitat de l'alcaldessa va créixer a Barcelona. El 10 d'octubre del 2015 a Can Batlló el col·lectiu de manters va crear el Sindicat Popular de Venedors Ambulants de Barcelona per defensar els seus drets i negociar amb l'Ajuntament de Barcelona. Tras la Manta aniria perdent pes amb el creixement del sindicat.
El 2016 el sindicat SAPOL de la Guàrdia Urbana va difondre un vídeo de set segons on Sidil Moctar agredia un agent a la Barceloneta. El jutjat d'instrucció 25 de Barcelona va decretar presó preventiva. Els manters van criticar que al vídeo no es veien les provocacions prèvies. Els fets van comportar una manifestació el 25 de maig del 2016 de la Presó Model a la Gran Via que esdevingué la més gran que havien fet fins aquell moment i que van convertir el manter detingut en un mite, "el nostre Kunta Kinte, el nostre Luther King", van cridar. Un any després Moctar seria condemnat a cinc anys de presó, però finalment l'expulsió del país va substituir la condemna de presó.
La situació legal es va allargar fins a la reforma del Codi Penal de l'1 de juliol de 2016, que va establir que tornava a ser un delicte. En el seu article 274.4 assenyala multes dels 700 als 2000 euros i penes de presó dels sis mesos als dos anys. En aquest moment els principals productes venuts eren bosses, sabatilles o ulleres, el que generava un debat entorn de la propietat industrial. A principis del 2017 es va iniciar una crida a la despenalització secundada per Papeles por Derecho, Tras la Manta, Espai de l'Immigrant i el mateix Sindicat Popular de Venedors Ambulants. El coneixement de la condemna de Sidil Moctar va motivar una nova manifestació el març del 2017.
El pla de xoc d'Ada Colau contra la venda ambulant tenia aspectes socials, de seguretat i d'ocupació de l'espai. L'operatiu policial que va començar la tardor del 2015 es deia Víctor Alfa i els plans de saturació es van començar a aplicar l'estiu del 2016. Els plans socials per integrar manters van començar formant a onze manters perquè treballessin a Mercabarna i altres feines, aconseguint la regularització de 47 venedors. La materialització el 2017 de la cooperativa de comerç Diomcoop a principis del 2019 havia tret del carrer a 15 venedors ambulants. El juliol del 2017 els manters van crear una marca de roba anomenada Top Manta, la primera creada per venedors ambulants. L'editorial Veus amb Veu els va cedir la seva botiga del Carrer d'en Roig del Raval perquè poguessin vendre la roba a canvi de compartir despeses i el local es va inaugurar l'octubre del 2017.
El 2019 Ada Colau va continuar a l'Ajuntament amb el suport del socialista Jaume Collboni. Amb Albert Batlle i Bastardas al capdavant de la seguretat el dilluns 29 de juliol del 2019 s'inicià una estratègia de saturació policial amb els Mossos d'Esquadra, la Guàrdia Urbana i la Policia Portuària al Port Vell de deu del matí a deu del vespre. El sindicat es va pronunciar traït per la nova política municipal i va demanar al govern municipal alternatives per poder treballar. A més de demanar una trobada al consistori va convocar una manifestació pel 2 d'agost, on 350 persones es van manifestar contra la repressió policial.